# 扎莫特罗
沙莫特罗（INN：xamoterol）是一种强心剂。它通过与β1肾上腺素受体结合发挥作用。它是第三代肾上腺素β受体部分激动剂。它在休息时提供心脏刺激，但在运动时充当阻滞剂。